# Канадские федеральные выборы (1962)
Канадские федеральные выборы 1962 года состоялись в Канаде 18 июня 1962 года. В результате было выбрано 265 членов 25-го парламента страны. Выиграла выборы прогрессивно-консервативная партия во главе с Джоном Дифенбейкером. Официальной оппозицией стала либеральная партия.
Впервые за всю историю страны территория Канады была покрыта избирательными участками полностью. Для этого был расширен избирательный округ Маккензи в Северо-Западных территориях.

## Предвыборная кампания
Выборы были назначены через четыре года после предыдущих, которые выиграла прогрессивно-консервативная партия, получив одно из самых сильных большинство в Палате общин. Предвыборная кампания проходила во время экономических трудностей в стране, падения курса канадского доллара и высокого уровня безработицы. Во время правления прогрессивно-консервативной партии был начат ряд социальных реформ. Консерваторы настаивали, что низкий доллар ведёт к развитию туризма, экспорта и внутреннего производства, в то же время отказываясь признавать влияние на рост цен на основные потребительские товары (хлеб, мясо, бензин, фрукты и овощи).
Либералы критиковали правящую партию за плохое управление финансами и замедление канадской экономики, уменьшение количества рабочих мест. Они настаивали на том, что девальвация канадского доллара привела к увеличению стоимости жизни в стране. Либеральная партия выступала под лозунгом «Take a stand for tomorrow».
Новая демократическая партия, созданная в 1961 году из федерации объединённого содружества, впервые принимала участие в выборах. Лидером партии стал премьер-министр Саскачевана Томми Дуглас. Он испытывал проблемы на выборах, так как недавно введённая в Саскачеване под его руководством медицинская программа Medicare привела к провинциальной забастовке медиков. Позднее программа будет признана успешной.

## Результаты
В результате выборов в парламент страны прошли Либеральная партия Канады, Прогрессивно-консервативная партия Канады, Новая демократическая партия и Партия социального кредита Канады. Кроме того, в выборах принимали участия, но не получили ни одного места в парламенте коммунистическая партия Канады, либерал-лейбористы, Candidat libéral des electeurs, Capital familial, Co-operative Builders, All Canadian, Ouvrier Indépendant.
Прогрессивно-консервативная партия выиграла выборы, но не смогла получить большинство. Новой демократической партии удалось восстановить позиции, потерянные федерацией объединённого содружества на предыдущих выборах, однако они не смогли сделать ожидаемый прорыв как новая партия. Сам Дуглас не смог пройти в палату общин на выборах в скоём округ в Саскачеване и был вынужден участвовать в перевыборах в Британской Колумбии. После неудачи на выборах 1958 года в палату общин вернулась партия социального кредита. Только четверо из депутатов от партии, в том числе глава партии Томми Дуглас, были избраны за пределами Квебека. Квебекское крыло партии, возглавляемое Реалем Кауэттом, получило ощутимую поддержку и 26 мест.